# Contea di St. Louis (Minnesota)
La contea di St. Louis in inglese St. Louis County è una contea dello Stato del Minnesota, negli Stati Uniti. La popolazione al censimento del 2000 era di 200 528 abitanti. Il capoluogo di contea è Duluth.

## Contee e distretti confinanti
- Distretto di Rainy River (Ontario, Canada) - nord
- Contea di Lake - est
- Contea di Douglas (Wisconsin) - sud-est
- Contea di Carlton - sud
- Contea di Aitkin - sud-ovest
- Contea di Itasca - ovest
- Contea di Koochiching - ovest

## Comuni

### Cities
| - Aurora - Babbitt - Biwabik - Brookston - Buhl - Chisholm - Cook - Duluth (capoluogo) - Ely | - Eveleth - Floodwood - Gilbert - Hermantown - Hibbing - Hoyt Lakes - Iron Junction - Kinney - Leonidas | - McKinley - Meadowlands - Mountain Iron - Orr - Proctor - Rice Lake - Tower - Virginia - Winton |